# Septimanca
Septimanca era un asentamiento de los Vacceos en la península ibérica dentro de la Tarraconense. En el siglo III aparece relacionada como mansio en el Itinerario de Antonino XXIV encabezado con el título de itinere ab Emerita Cesaragustam,  entre las plazas de Amallobriga y Nivaria. Se identifica con la actual Simancas.
Se sabe de la existencia de la oppida vaccea gracias a la información de los historiadores Plinio y Ptolomeo; más tarde en época romana aparece mencionada como mansión y con el rango jerárquico especial de civitate junto con Intercatia, Nivaria, Pintia, Amallobriga y Tela.